# Nouveau dollar de Taïwan
« TWD » redirige ici. Pour les autres significations, voir TWD (homonymie).
Le nouveau dollar de Taïwan (dont le nom officiel local est chinois traditionnel : 新臺幣 ; pinyin : xīn táibì ; litt. « nouvelle monnaie de Taïwan » ou plus simplement monnaie de Taïwan 臺幣, táibì) est la monnaie qui a cours en république de Chine (Taiwan).

## Historique
Cette monnaie a été mise en circulation depuis 1949, après que l'ancien dollar a été dévalué, à la fin de la guerre civile chinoise. 
Depuis 2000, il est émis par la Banque de Taïwan. Le symbole graphique est NT$ ; en chinois, il s'écrit 元. Son code ISO 4217 est TWD.

## Taux de conversion
- En juin 2020, un euro vaut environ 33,85 dollars de Taïwan (NT$)[2].
- En janvier 2019, un euro valait environ 34,9 dollars de Taïwan (NT$).
- En décembre 2014, un euro valait environ 38,6 dollars de Taïwan (NT$).
- En août 2013, un euro valait 40 dollars de Taïwan (NT$)[1].
- En août 2009, un euro valait 46,75 dollars de Taïwan (NT$).
- En août 2008, un euro valait 46,77 dollars de Taïwan (NT$).
- En novembre 2006, un euro valait 41,94 dollars de Taïwan (NT$).

Le terme nouveau dollar de Taïwan est celui utilisé dans les langues occidentales. À Taïwan en chinois, le Xin taibi 新臺幣 est appelé tous les jours yuan 元 ou 圓 comme pour la monnaie de la république populaire de Chine (ou Chine continentale), le renminbi 人民币 et leurs adaptations phonétiques en coréen (won) et japonais (le mot yen provient uniquement de la forme 圓 - Forme Kyūjitai 圓 - Forme Shinjitai 円).